# Syren, Luxemburg
Syren är en ort i Luxemburg.   Den ligger i distriktet Luxemburg, i den södra delen av landet, 9 kilometer sydost om huvudstaden Luxemburg. Syren ligger 291 meter över havet och antalet invånare är 423.
Terrängen runt Syren är platt.  Runt Syren är det ganska tätbefolkat, med 86 invånare per kvadratkilometer.. Närmaste större samhälle är Luxemburg, 8,6 kilometer nordväst om Syren. 
Omgivningarna runt Syren är en mosaik av jordbruksmark och naturlig växtlighet.